# NGC 1716
NGC 1716 (również PGC 16434) – galaktyka spiralna z poprzeczką (SBbc), znajdująca się w gwiazdozbiorze Zająca. Odkrył ją John Herschel 11 grudnia 1835 roku.